# For the Love of a Girl (film 1912)
For the Love of a Girl è un cortometraggio muto del 1912 diretto da Barry O'Neil.

## Produzione
Il film fu prodotto dalla Lubin Manufacturing Company.

## Distribuzione
Distribuito dalla General Film Company, il film - un cortometraggio in una bobina - venne distribuito nelle sale statunitensi il 29 agosto 1912.